# Ardattin
Ardattin est un village du comté de Carlow en Irlande.